# Catàleg Biamonti
El Catàleg Biamonti és un catàleg de composicions de Ludwig van Beethoven publicat per Ilte a Torí, el 1968. El nom original de l'obra és Catalogo cronologico e tematico di tutte le opere di Beethoven, comprese quelle inedite e gli abbozzi non utilizzati. Giovanni Biamonti va tractar de combinar totes les peces de l'autor, inclosos les obres tractades en altres catàlegs (número d'opus, Catàleg Kinsky-Halm, Hess i Grove), en un sol llistat cronològic. Tots els altres catàlegs estan numerades per data de publicació. En aquest catàleg, el sistema de numeració utilitzat és el de les lletres "Bia" més el nombre atribuït a la peça en el catàleg.
Tot i que el treball de Biamonti comprèn 849 entrades en les que s'inclouen les obres peces publicades i no publicades –fins i tot fragments–, des del 1782 fins al març de 1827, hi ha algunes obres que Biamonti desconeixia, de manera que encara no existeix un sol catàleg que unifica totes les composicions de Beethoven. Els números de Biamonti, a més, s'utilitzen rarament i hi ha preferència per l'ús dels números WoO.